# Плоске (Велізький район)
Плоске (рос. Плоское) — присілок Велізького району Смоленської області Росії. Входить до складу Печенковського сільського поселення.
Населення — 9 осіб (2007 рік). 